# Músculos prevertebrales
Los músculos prevertebrales son aquellos músculos cuya inserción proximal se encuentra en la cara anterior del hueso occipital y las vértebras cervicales, y sus inserciones distales se hallan en la superficie anterior de las vértebras cervicales y tres primeras vértebras torácicas. Son: el recto anterior de la cabeza, el recto lateral de la cabeza, el largo de la cabeza y el largo del cuello.
Están cubiertos por la hoja prevertebral de la fascia cervical, tradicionalmente conocida como aponeurosis cervical profunda o prevertebral.

## Acciones
Sus acciones primarias son flexión profunda, flexión lateral y rotación de la región cervical de la columna.